# Бежар, Арманда
Арма́нда-Грези́нда-Клэр-Элизабе́т Бежа́р, госпожа Молье́р, затем — госпожа Гере́н (фр. Armande-Grésinde-Claire-Élisabeth Béjart;1642 (?) — 30 ноября 1700, Париж) — французская актриса, младшая представительница театральной фамилии Бежаров.

## Биография
Родилась в 1642 году (по другим данным, в 1645-м). Происхождение Арманды в точности не установлено. В документе о завещании 1643 года среди детей королевского смотрителя лесов и водоёмов из Лангедока Жозефа Бежара (1585—1641) и его супруги Марии Эрве-Бежар (1593—1670) упоминается «некрещенная девочка» (фр. „une petite non baptisée“), однако существует предположение, что в действительности Арманда родилась от внебрачной связи Мольера и старшей дочери Жозефа Бежара, актрисы Мадлены Бежар (1618—1672) в 1645 году во время их странствий по провинции с труппой Дюфрена. Для Мадлены это был бы уже не первый ребёнок, — 3 июля 1638 года от внебрачной связи с шевалье де Моден она родила девочку, названную Франсуазой. Акта о рождении Арманды Бежар найдено не было.
В 1653 году в Лионе Арманда под именем мадмуазель Мену́ дебютирует в труппе Мольера-Дюфрена, где играет роли детей в трагедиях Расина. Летом 1662 году она впервые выступает в комедиях Мольера в больших ролях Леоноры в «Школе мужей» и Орфизы в пьесе «Докучные». Её сценическое обаяние производило на публику большой эффект. Согласно свидетельствам современников, она имела заурядную фигуру, но в целом, была привлекательна, несмотря на очень маленькие глаза, большой и невыразительный рот; даже в незначительных ситуациях она держалась с грацией, несмотря на то, что почти всегда противостояла моде. У неё был чрезвычайно приятный голос, и она с большим вкусом пела по-французски и по-итальянски. Это описание сходно с портретом Люсиль, героини комедии «Мещанин во дворянстве», которую играла Арманда:

Клеонт. <…> глаза у неё небольшие, но зато это единственные в мире глаза: столько в них огня, так они блестят, пронизывают, умиляют.
Ковьель. Рот у неё большой.
Клеонт. Да, но он таит в себе особую прелесть: этот ротик невольно волнует, в нём столько пленительного, чарующего, что с ним никакой другой не сравнится.
Ковьель. Ростом она невелика.
Клеонт. Да, но зато изящна и хорошо сложена.
Ковьель. В речах и в движеньях умышленно небрежна.
Клеонт. Верно, но это придает ей своеобразное очарование. Держит она себя обворожительно, в ней так много обаяния, что не покориться ей невозможно.
Ковьель. Что касается ума…
Клеонт. Ах, Ковьель, какой у неё тонкий, какой живой ум!
Ковьель. Говорит она…
Клеонт. Говорит она чудесно.
Ковьель. Она всегда серьёзна.
Клеонт. А тебе надо, чтоб она была смешливой, чтоб она была хохотуньей? Что же может быть несноснее женщины, которая всегда готова смеяться?
Ковьель. Но ведь она самая капризная женщина в мире.
Клеонт. Да, она с капризами, тут я с тобой согласен, но красавица все может себе позволить, красавице все можно простить.

Прижизненного портрета Арманды Бежар не сохранилось.
20 февраля 1662 года в Париже она венчается с Мольером, что вызывает волну сплетен, скандальных публикаций и оскорбительных обвинений в преступной женитьбе Мольера на собственной дочери. Защитником Мольера и Арманды Бежар выступил король Людовик XIV, ставший крестным отцом их первого ребёнка. История также приписывает Арманде многочисленные любовные измены: «…[Арманда], мало способная оценить гений и искреннее чувство мужа, изменяла ему с самыми недостойными соперниками, увлекалась салонными болтунами, обладавшими единственным преимуществом — благородством происхождения…». При этом называются имена герцога Лозёна, графа де Гиша, богатого мещанина Дюбуле́ и даже юного актёра мольеровской труппы Мишеля Баро́на.

Дом Арманды Бежар в Медоне, купленный ею в 1676 году. Сегодня здесь размещается музей искусств и истории. Фотография Эжена Атже, 1902.

После смерти Мольера Арманда Бежар вместе с актёром Лагранжем заботится о сохранении его сочинений (в частности, по её инициативе возвращается на сцену трагикомедия «Дон Жуан»), продолжает выступать в театре: в Отель Генего́ (фр. Hôtel Guénégaud, театр, купленный 27 мая 1673 года, куда переехала бывшая труппа Мольера после его смерти и передачи зала в Пале-Рояль для нужд Люлли) и в Комеди Франсез (с 1680), играя первые роли в комедиях и вторые в трагедиях. 31 мая 1677 года она вторым браком выходит замуж за актёра театра дю Марэ Герена д’Этрише́ (1636—1728), что вызвало неодобрение некоторых почитателей Мольера, сочинивших эпиграмму:

Мир граций и сатиров царствует над ней, 

Пленительной лицом и взбалмошного нрава. 

Она за ум ценила мужа мало, право, 

Другого телеса влекли её сильней.

У неё было трое детей в первом браке: Луи (крестник короля, родился 19 января 1664 г. и умер 10 ноября), Эспри-Мадлен (3 августа 1665 — 23 мая 1723) и Пьер Жан Батист Арман (родился 15 сентября 1672 г. и умер 10 октября), и один во втором, Никола Герен д’Этрише (1678—1708).
Арманда Бежар умерла 30 ноября 1700 году, согласно записи в метрической книге парижского прихода Сен-Сюльпис, в возрасте пятидесяти пяти лет.

## Творчество
В труппе Мольера Арманда Бежар под именем госпожи Мольер играла написанные для неё роли:
- 1663 — «Критика школы жён», Элиза
- 1663 — «Версальский экспромт», Г-жа Мольер, осторожная насмешница
- 1664 — «Принцесса Элидская», Принцесса Элидская
- 1664 — «Тартюф», Эльмира
- 1665 — «Дон Жуан», Шарлота
- 1665 — «Любовь-целительница», Люсинда (?)
- 1666 — «Мизантроп», Селимена
- 1666 — «Лекарь поневоле», Люсинда
- 1666 — «Мелисерта», Дафна или Эроксена
- 1667 — «Сицилиец», Заида
- 1668 — «Амфитрион», Ночь
- 1668 — «Жорж Данден», Анжелика
- 1668 — «Скупой», Марианна
- 1669 — «Господин де Пурсоньяк», Люсетта
- 1670 — «Блистательные любовники», Эрифила
- 1670 — «Мещанин во дворянстве», Люсиль
- 1671 — «Психея», Психея
- 1672 — «Учёные женщины», Генриэтта
- 1673 — «Мнимый больной», Анжелика

Кроме того, Арманда играла роль Клеофилы в трагедии Жана Расина «Александр», Наяды в комедии Мольера «Докучные», и роли Флавии и Береники в трагедиях Пьера Корнеля «Аттила» и «Тит и Береника».
Она руководила бывшей труппой Мольера после смерти его в 1673 г. и до слияния с труппой Бургундского отеля в 1680 г.
Свою театральную карьеру Арманда Бежар закончила 14 октября 1694 г., заслужив пенсию в 1000 ливров.

## В культуре
История Мольера и Арманды легла в основу нескольких театральных пьес, среди которых выделяются «Мольер» Карло Гольдони (впервые поставлена в Турине в августе 1751 года) и «Кабала святош» Михаила Булгакова (16 февраля 1936, МХТ). Также супруги появляются в пьесе, написанной самим Мольером. В комедии «Версальский экспромт» он описывает репетицию в своём театре, и там, между делом, присутствует следующий диалог:

Г-жа Мольер. Знаете, что я вам скажу? Вам бы следовало написать такую пьесу, в которой играли бы вы один.

Мольер. Помолчите, жена, вы — дура.

Г-жа Мольер. Очень вам благодарна, дражайший мой супруг. До чего же меняет людей женитьба! Полтора года назад вы со мной не так разговаривали!

Мольер. Да замолчите вы, бога ради!

Г-жа Мольер. Как странно, что коротенький обряд может лишить человека его лучших качеств! На одну и ту же особу муж и поклонник глядят совершенно разными глазами.

Мольер. Сколько лишних слов!

Г-жа Мольер. Я бы вот об этом написала комедию. Я бы отвела от женщин ряд обвинений, я бы показала разницу между грубостью мужей и любезностью поклонников, и мужья устыдились бы.

Мольер. Довольно! Сейчас не время болтать, у нас важное дело.

В честь Арманды Бежар взял себе псевдоним французский хореограф и режиссёр Морис Бежар.